# Giovanni Antonio Caldora (XV secolo)
Giovanni Antonio Caldora (... – Napoli, 1500 circa) è stato un nobile, condottiero, camerlengo e capitano di ventura italiano, conte di Monteodorisio, Pacentro e Trivento.

## Biografia
(Francesco De Pietri, Dell'historia napoletana, vol. 1, Napoli, Giovanni Domenico Montanaro, 1634, p. 59)
Giovanni Antonio II Caldora nacque in data e luogo sconosciuti da Berlingiero Caldora e Francesca Riccardi. Venne avviato sin da giovane alla carriera militare, schierato nella compagnia di ventura dello zio Antonio Caldora, prendendo così parte alla battaglia tra gli Angioini e gli Aragonesi, pretendenti al trono del Regno di Napoli.
Nel 1448 partecipò alla battaglia di Piombino. Anni dopo, nel 1455, ebbe un acceso diverbio con Ignazio di Guevara, marchese di Vasto; il duello concordato tra i due non avviene a causa dell'intervento del re del Regno di Napoli Alfonso V d'Aragona. Succeduto al trono il figlio di questi, Ferrante d'Aragona, nel 1459 appoggiò la causa del rivale Giovanni d'Angiò-Valois insieme allo zio Antonio.
Negli anni seguenti fu impegnato in vari conflitti in Abruzzo che ebbero termine con la presa di Vasto nel 1464 da parte del sovrano. Conseguentemente a ciò, subì la confisca dei feudi e fu costretto a lasciare il Regno di Napoli, preferendo seguire il condottiero Jacopo Piccinino, in procinto di sposarsi a Milano con Drusiana Sforza, figlia del duca Francesco Sforza. Terminate le nozze, entrò al servizio della Repubblica di Venezia, sotto il comando di Bartolomeo Colleoni. Prese così parte alla battaglia della Riccardina del 1467. L'anno seguente passò al servizio del duca di Milano Galeazzo Maria Sforza.
Negli anni successivi riportò numerose vittorie contro i Turchi, serie che si concluse nel 1477 con la sua cattura nei pressi di Gradisca d'Isonzo. Condotto in Bosnia ed Erzegovina, venne liberato dietro il pagamento di 3 200 ducati e ricevette un risarcimento da parte della Repubblica di Venezia, per la quale militava.
Inviato in Toscana nel 1479, fu imprigionato da Roberto Sanseverino d'Aragona e liberato poco dopo; assediò così nel 1482 i feudi di Bagnacavallo, Lugo e Fusignano. Si spostò quindi a Roma al seguito di Roberto Malatesta, prendendo così parte alla battaglia di Campomorto del 1482 contro le milizie aragonesi. Terminato il conflitto, andò in Emilia-Romagna ad assediare alcuni feudi. L'anno seguente disertò in favore dello Stato Pontificio: si oppose quindi ai veneziani e prestò soccorso al duca di Ferrara Ercole I d'Este; sul finire dell'anno figura tra i partecipanti alla congiura dei baroni contro il re del Regno di Napoli Ferrante d'Aragona.
Nel 1486 fu coinvolto in nuovi scontri contro gli Aragonesi; si pacificò con essi nel 1492 e due anni dopo, nel 1494, presenziò all'incoronazione di Alfonso II d'Aragona.
Giovanni Antonio Caldora morì a Napoli intorno al 1500.

## Ascendenza
|                              |                    |                    | Genitori             |  |  | Nonni |  |  | Bisnonni                 |  |  | Trisnonni              |  |
|                              |                    |                    |                      |  |  |       |  |  | Giovanni Antonio Caldora |  |  | "Raimondaccio" Caldora |  |
|                              |                    |                    |                      |  |  |       |  |  | Giovanni Antonio Caldora |  |  | "Raimondaccio" Caldora |  |
|                              |                    | Luisa d'Anversa    |                      |  |  |       |  |  | Giovanni Antonio Caldora |  |  |                        |  |
| Jacopo Caldora               |                    |                    |                      |  |  |       |  |  | Giovanni Antonio Caldora |  |  |                        |  |
|                              |                    | Rita Cantelmo      | Giacomo Cantelmo     |  |  |       |  |  |                          |  |  |                        |  |
|                              |                    | Rita Cantelmo      | Giacomo Cantelmo     |  |  |       |  |  |                          |  |  |                        |  |
|                              |                    | Rita Cantelmo      | ?                    |  |  |       |  |  |                          |  |  |                        |  |
| Berlingiero Caldora          |                    | Rita Cantelmo      |                      |  |  |       |  |  |                          |  |  |                        |  |
|                              |                    | Niccolò d'Evoli    | Francesco d'Evoli    |  |  |       |  |  |                          |  |  |                        |  |
|                              |                    | Niccolò d'Evoli    | Francesco d'Evoli    |  |  |       |  |  |                          |  |  |                        |  |
|                              |                    | Niccolò d'Evoli    | ? di Sangro          |  |  |       |  |  |                          |  |  |                        |  |
| Medea d'Evoli                |                    | Niccolò d'Evoli    |                      |  |  |       |  |  |                          |  |  |                        |  |
|                              |                    | Jacopa Conti       | Tommaso Conti        |  |  |       |  |  |                          |  |  |                        |  |
|                              |                    | Jacopa Conti       | Tommaso Conti        |  |  |       |  |  |                          |  |  |                        |  |
|                              |                    | Jacopa Conti       | ?                    |  |  |       |  |  |                          |  |  |                        |  |
| Giovanni Antonio Caldora     |                    | Jacopa Conti       |                      |  |  |       |  |  |                          |  |  |                        |  |
|                              | Francesco Riccardi | ?                  |                      |  |  |       |  |  |                          |  |  |                        |  |
|                              | Francesco Riccardi | ?                  |                      |  |  |       |  |  |                          |  |  |                        |  |
|                              | Francesco Riccardi | ?                  |                      |  |  |       |  |  |                          |  |  |                        |  |
| Bartolomeo Domenico Riccardi | Francesco Riccardi |                    |                      |  |  |       |  |  |                          |  |  |                        |  |
|                              |                    | ? Capece Zurlo     | ?                    |  |  |       |  |  |                          |  |  |                        |  |
|                              |                    | ? Capece Zurlo     | ?                    |  |  |       |  |  |                          |  |  |                        |  |
|                              |                    | ? Capece Zurlo     | ?                    |  |  |       |  |  |                          |  |  |                        |  |
| Francesca Riccardi           |                    | ? Capece Zurlo     |                      |  |  |       |  |  |                          |  |  |                        |  |
|                              |                    | Marino Camponeschi | Lalle II Camponeschi |  |  |       |  |  |                          |  |  |                        |  |
|                              |                    | Marino Camponeschi | Lalle II Camponeschi |  |  |       |  |  |                          |  |  |                        |  |
|                              |                    | Marino Camponeschi | Elisabetta Acquaviva |  |  |       |  |  |                          |  |  |                        |  |
| Margherita Camponeschi       |                    | Marino Camponeschi |                      |  |  |       |  |  |                          |  |  |                        |  |
|                              |                    | ?                  | ?                    |  |  |       |  |  |                          |  |  |                        |  |
|                              |                    | ?                  | ?                    |  |  |       |  |  |                          |  |  |                        |  |
|                              |                    | ?                  | ?                    |  |  |       |  |  |                          |  |  |                        |  |
|                              |                    | ?                  |                      |  |  |       |  |  |                          |  |  |                        |  |

## Discendenza
Giovanni Antonio Caldora si sposò con Lucrezia/Lucietta Barile, da cui ebbe Berlingiero, anch'egli condottiero.